# Dasyhelea hamata
Dasyhelea hamata är en tvåvingeart som beskrevs av Meillon och Wirth 1989. Dasyhelea hamata ingår i släktet Dasyhelea och familjen svidknott.
Artens utbredningsområde är Zimbabwe. Inga underarter finns listade i Catalogue of Life.